# Bajram Fetai
Bajram Fetai est un footballeur macédonien et possédant la nationalité danoise, né le 7 septembre 1985 à Tetovo en R.F.S. de Yougoslavie. Il évolue comme attaquant.

## Biographie
En juillet 2012, il est mis à l'essai par l'Impact de Montréal, club de MLS. Ainsi, il dispute un match amical contre l'Olympique lyonnais avec l'Impact le 24 juillet 2012 mais n'est pas retenu.
Il signe finalement en Turquie au Denizlispor pour la saison 2012-2013.

## Sélection nationale
Après avoir évolué dans les équipes de jeunes du Danemark, son pays d'adoption, Bajram Fetai décide de rejoindre la sélection de Macédoine.
Il obtient sa première sélection le 17 novembre 2010 comme titulaire lors d'un match amical contre l'Albanie (0-0).

## Palmarès
Silkeborg IF
- Vainqueur de la Coupe du Danemark (1) : 2006

 FC Nordsjælland
- Vainqueur de la Coupe du Danemark (1) : 2010